# Kommunale Informationsverarbeitung Reutlingen-Ulm (KIRU)
Die Kommunale Informationsverarbeitung Reutlingen-Ulm (KIRU) war ein kommunales Gebietsrechenzentrum in der Rechtsform eines Zweckverbandes mit Sitz in Ulm. Zum 1. Juli 2018 fusionierten die Rechenzentren KIVBF, KIRU, KDRS und die Datenzentrale Baden-Württemberg zu einem gemeinsamen kommunalen IT-Dienstleister mit der Bezeichnung ITEOS, welcher seit dem 1. Juli 2020 aufgrund eines Markenrechtsstreits Komm.ONE heißt.

## Gründung und Unternehmensform
Zum 1. Januar 2002 ging die KIRU aus den beiden Zweckverbänden Interkommunales Rechenzentrum Ulm (gegründet 1969) und Regionales Rechenzentrum Alb-Schwarzwald (gegründet 1972) hervor.

## Kunden

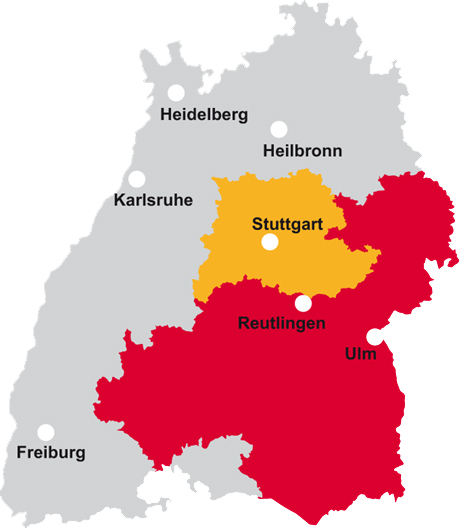
DV-Verbund-BW

Die Kommunale Informationsverarbeitung Reutlingen-Ulm hatte ihr Kerngebiet in Süd-Ost-Baden-Württemberg. 349 Städte und Gemeinden, ein Stadtkreis, 13 Landkreise nutzten als Verbandsmitglieder den Zweckverband. Es bestand eine Kooperation mit den beiden Partner-Rechenzentren in Baden-Württemberg, dem Zweckverband Kommunale Datenverarbeitung Region Stuttgart (KDRS) und dem Zweckverband Kommunale Informationsverarbeitung Baden-Franken (KIVBF).
Die KIRU betreute Verbandsmitglieder vorwiegend in den Regionalverbänden Neckar-Alb, Schwarzwald-Baar-Heuberg, Donau-Iller, Bodensee-Oberschwaben und Ostwürttemberg.

## Schulungen und Seminare
Die KIRU qualifizierte Fach- und Führungskräfte aus den Kommunalverwaltungen für die Arbeit im kommunalen IT-Umfeld. Das Schulungskonzept der KIRU bestand aus drei Komponenten:
- Schulungen vor Ort beim Kunden oder im Seminarhaus an den Standorten Reutlingen und Ulm
- Seminare zum Erwerb von allgemeinem oder speziellem IT-Wissen mit vielen praktischen Übungen am PC
- Seminare zum Erwerb von Sozialkompetenz und aus dem Bereich der Arbeitsmethodik

## Standorte, Mitarbeiter
Die KIRU hatte zwei Standorte. Diese befanden sich in Ulm und Reutlingen. Die KIRU beschäftigte an beiden Standorten zusammen mehr als 400 Mitarbeiterinnen und Mitarbeiter.

## Beteiligungen, Töchter
Das Tochterunternehmen der KIRU wird als GmbH unter dem Namen Interkommunale Informationsverarbeitung Reutlingen-Ulm GmbH (IIRU GmbH) geführt. Sitz der IIRU GmbH ist Reutlingen.

## Fusion Juli 2018
Nach entsprechender Änderung des ADV-Zusammenarbeitsgesetzes im Februar 2018 fusionierten die Rechenzentren KIVBF, KIRU, KDRS und die Datenzentrale Baden-Württemberg am 1. Juli 2018 zu einem gemeinsamen kommunalen IT-Dienstleister mit der Bezeichnung ITEOS, einer rechtsfähigen Anstalt des öffentlichen Rechts mit Sitz in Stuttgart. Träger der ITEOS sind die Zweckverbände des kommunalen DV-Verbunds und das Land Baden-Württemberg. Nach einem Markenrechtsstreit mit der International Telecom Operation Services GmbH (I.T.E.N.O.S.), einem Tochterunternehmen von T-Systems, wurde die weitere Verwendung der Marke und des Unternehmenskennzeichens ITEOS untersagt. Aus diesem Grund wurde ITEOS zum 1. Juli 2020 in Komm.ONE umfirmiert.